# 2 Rights Make 1 Wrong
A 2 Rights Make 1 Wrong a Mogwai egy, a Rock Action albumon szereplő dala.

## Leírás
A dal instrumentális, gitár, basszusgitár, dob, bendzsó, vocoder és fúvós hangszerek szerepelnek benne, valamint az élő előadásokon ez kiegészül csellóval. A szöveget Barry Burns énekli, de egy vocoderrel ezt eltorzították. A szám végén a többi közreműködő énekes (Charles Clark és Willie Campbell, Astrid; Gary Lightbody, Snow Patrol és Gruff Rhys, Super Furry Animals) kántálása hallható. A bendzsószólam a The Remote Viewer alkotása. A cím a „két rosszból kijön egy jó” mondás megfordítása, de ennek semmi szerepe nincs.
Koncerteken a hangszerek listája a vocoderrel párhuzamosan szóló csellóval egészül ki, amelyen legtöbbször Luke Sutherland játszik; a dal végén egy fokozatosan erősödő elektronikus dobszóló is hallható. Gyakran a Secret Pint és Auto Rock dalokkal egyvelegben adják elő. 2001 áprilisában a BBC 1-es csatornáján, Steve Lamacq műsorában felvettek egy másik verziót, amely eredetileg a Banjo címre hallgatott.

### Szereplések
- A fiúk a klubból – 5. évad, 11. rész

## Közreműködők

### Mogwai
- Stuart Braithwaite, John Cummings – gitár
- Dominic Aitchison – basszusgitár
- Martin Bulloch – dob
- Barry Burns – vocoder

### Más zenészek
- Charles Clark, Willie Campbell, Gary Lightbody, Gruff Rhys – ének

### Gyártás
- Dave Fridmann – producer

## Fordítás
Ez a szócikk részben vagy egészben  a(z)   2 Rights Make 1 Wrong című angol Wikipédia-szócikk ezen változatának fordításán alapul.  Az eredeti cikk szerkesztőit annak laptörténete sorolja fel. Ez a jelzés csupán a megfogalmazás eredetét és a szerzői jogokat jelzi, nem szolgál a cikkben szereplő információk forrásmegjelöléseként.